# أندري بلاتونوف
أندري بلاتونوف (بالروسية: Андре́й Плато́нов)‏ (ولد في 28 أغسطس عام 1899 وتوفي في 5 يناير عام 1951) كان الاسم الأدبي لـ أندري بلاتونوفيتش كليمنتوف. كان كاتبًا روسيًا سوفيتيًا وفيلسوفًا وكاتبًا مسرحيًا وشاعرًا تضمنت أعماله الفلسفة الوجودية. رغم كون بلاتونوف شيوعيًا، إلا أن أغلب أعماله كانت محظورة خلال فترة حياته بسبب مواقفها المتشككة في التعامل مع التنظيم الجماعي وغيرها من السياسات الستالينية، فضلًا عن شكلها التجريبي الريادي. شملت أعماله المشهورة روايتي «ذا فاونديشن بيت» و«تشفينجور».
أصدرت نيويورك ريفيو بوكس كلاسيكس مجموعة من القصص القصيرة، كان من بينها قصته الشهيرة «ذا بوتودان ريفر (نهر بوتودان)»، مع مقدمة من إعداد تاتيانا تولستايا في عام 2000. أعادت نيويورك ريفيو بوكس إصدار مجموعة من أعمال بلاتونوف شملت رواية نوفيلا (دزان)، والقصة الصغيرة «ذا ريتورن (العودة)»، وستة قصص أخرى في عام 2007. أعقب ذلك إعادة إصدار «ذا فاونديشن بيت» عام 2009، و«هابي موسكو»، وهي رواية لم تنشر خلال حياة بلاتونوف، عام 2012.

## النشأة والتعليم
ولد بلاتونوف في مستوطنة يامسكايا سلوبودا في ضواحي فارونيش في منطقة تشيرنوزم التابعة لروسيا الوسطى. عمل والده سباكًا (ومخترعًا هاويًا) يعمل في ورش السكك الحديدية، وكانت أمه ابنة صانع ساعات. التحق بمدرسة أبرشية محلية وأكمل تعليمه الابتدائي في مدرسة في المدينة دامت أربع سنوات، وبدأ العمل في سن الثالثة عشرة، مثل موظف كتابي في شركة تأمين محلية، ومصهرًا في مصنع أنابيب، وميكانيكي مساعد، وأمين مستودع، وعلى طريق السكك الحديدية. في أعقاب ثورات عام 1917، درس التقنية الكهربائية في معهد فارونيش للفنون التطبيقية، وعندما اندلعت الحرب الاهلية ساعد والده على القطارات التي تنقل القوات والامدادات وتزيل الثلوج.

## مسيرته المهنية المبكرة
بدأ بلاتونوف كتابة القصائد وتقديمها إلى الصحف في موسكو وأماكن أخرى، وكان يكتب بكثرة في الدوريات المحلية بما في ذلك صحيفة «زيليزني بوت (طريق السكك الحديدية)» والصحيفة المحلية لاتحاد عمال السكك الحديدية، كراسنايا ديريفنيا (الريف الأحمر)، وفورونيزسكايا كوجوما (بلدية فارونيش)، وهي صحف رسمية في حزب فارونيش الشيوعي، وكوزنيتسا، الصحيفة الوطنية لمجموعة سميثي للكتّاب البروليتاريين.
في الفترة بين عامي 1918 و1921، وهي الفترة الأكثر كثافة في عمله ككاتب، نشر عشرات القصائد (مختارات ظهرت في العام 1922)، وعدة قصص، ومئات المقالات، متبنيًا في العام 1920 الاسم الأدبي بلاتونوف الذي اشتهر به. بطاقةٍ عالية جليّة ونضج فكري، كتب بثقة ضمن مجموعة واسعة من الموضوعات بما فيها الأدب والفن والحياة الثقافية والعلوم والفلسفة والدين والتعليم والسياسة والحرب الأهلية والعلاقات الخارجية والاقتصاد والتكنولوجيا والجوع واستصلاح الأراضي وغيرها. لم يكن من غير المعتاد في عام 1920 مشاهدة قطعتين أدبيتين أو ثلاث بقلم بلاتونوف في مواضيع مختلفة تمامًا، تظهر يوميًا في الصحافة.
شارك في حركة برولتيكولت المحلية، وانضم إلى اتحاد الصحفيين الشيوعيين في مارس عام 1920، وعمل محررًا في كراسنايا ديريفتنيا (الريف الأحمر)، الصحيفة المحلية لاتحاد عمال السكك الحديدية. انتخب في أغسطس عام 1920 عضوا في مجلس الإدارة المؤقت لاتحاد فارونيش للكتاب البروليتاريين الذي تشكل حديثًا، وحضر البرلمان الأول للكتاب البروليتاريين في موسكو في شهر أكتوبر عام 1920، الذي نظمته مجموعة كوزنيتسا، وقرأ قصائده بانتظام، وقدم محادثات نقدية في اجتماعات أندية مختلفة.
انضم بلاتونوف إلى الحزب الشيوعى في ربيع عام 1920، وبدأ الالتحاق بمدرسة الحزب ولكنه غادر في نهاية عام 1921 بسبب ما وصفه بأنه حدث «طفولي». مع أنه مثله مثل عدد من الكتاب العاملين الآخرين (الذين أصبح على معرفة بهم من خلال كوزنيتسا ومؤتمر عام 1920)، ربما ترك الحزب خوفًا من السياسة الاقتصادية الجديدة. في خضم انزعاجه الشديد إزاء المجاعة المروعة في عام 1921، انتقد علنًا وبشكل مثير للجدل سلوك (وامتيازات) الشيوعيين المحليين في ذلك الوقت. تشير أيضًا بعض الأدلة إلى احتمال طرده بسبب رفضه تنظيف سلة قمامة الآخرين خلال يوم عمل مجتمعي إجباري (سبت العمل الشيوعي). لم يعد إدخاله كعضو مرشح إلا في عام 1924.

## وصلات خارجية
- أندري بلاتونوف على موقع IMDb (الإنجليزية)
- أندري بلاتونوف على موقع الموسوعة البريطانية (الإنجليزية)
- أندري بلاتونوف على موقع قاعدة بيانات الفيلم (الإنجليزية)
- أندري بلاتونوف على موقع كينوبويسك (الروسية)
- أعمال أندري بلاتونوف (بالروسية)
- أعمال أو نبذة عن أندري بلاتونوف على أرشيف الإنترنت
- أندري بلاتونوف- مكتبة كوماروف على الإنترنت (بالروسية)
- "أندري بلاتونوف". فايند أغريف. اطلع عليه بتاريخ 2010-08-09.